# Sweneld
Sweneld, Swenald (X wiek) – możny ruski, którego aktywność przypada na lata około 940–977. Wojewoda za rządów Igora, Olgi, Światosława i Jaropełka. Uczestnik walk z Cesarstwem Bizantyjskim i Drewlanami.

## Początki kariery
Sweneld miał wareskie pochodzenie, na co wskazuje jego imię, identyfikowane ze staroskandynawskim Sveinaldr (w wersji łacińskiej znane jako Svenaldus).
Nie mamy pewnych informacji o życiu Swenelda przed 945 rokiem. Jednak według niektórych rękopisów Powieści minionych lat, po pierwszej zwycięskiej wojnie Igora z Drewlanami w roku 914, Igor przekazał Sweneldowi prawo do pobieranych od nich podatków. Koncepcję tę potwierdzają byliny staroruskie przywoływane przez Borisa Rybakowa i mówiące o walce Drewlan z narzuconymi przez Swenelda podatkami. Historycy jednak uważają tę informację za późniejszy dopisek kopistów mający wyjaśnić sytuację z roku 945. W roku 945 był wojewodą ruskim, mającym prawdopodobnie własną drużynę. Wedle przytaczanych przez Nestora słów drużynników Igora drużyna ta była bogatsza od książęcej.

## Za rządów Olgi i Światosława
Po śmierci Igora pozostał wojewodą w służbie wdowy po księciu – Olgi i jej małoletniego syna Światosława. Wraz z Asmundem dowodził wojskami ruskimi w wojnie z Drewlanami w 946 roku. W początkach rządów Światosława był jednym z najważniejszych możnowładców ruskich, obok wychowawcy kniazia Asmunda. Także w późniejszym okresie, po objęciu samodzielnych rządów przez Światosława, zachował mocną pozycję, choć jego rola w większości działań księcia jest nieznana. Nie wiadomo też czy zachował stanowisko wojewody. W czasie wojny z Bizancjum nazywany jest wojewodą ojcowskim, wiadomo, że Światosław miał innego wojewodę – Preticza. Uczestniczył w wojnach Światosława z Bułgarami i Bizancjum w latach 971–972.
Identyfikuje się go ze wspominanym w źródłach bizantyjskich Stentalem lub Sfenkalem. Według Leona Diakona miał on w kwietniu 971 roku bronić Presławia Wielkiego, a następnie przebić się z ocalałymi ludźmi do Drsteru (dzisiejsza Silistria), podczas oblężenia którego został zabity. Nie zgadza się to ze świadectwem Nestora, z którego wynika że Sweneld żył jeszcze po 971 roku. Inny fragment przekazu Leona Diakona oraz relacja Skylitzesa pozwalają na interpretację według której Sweneld został jedynie ranny pod Drsterem.
Jeśli wspomniana identyfikacja jest poprawna, to niesie dodatkowe informacje o Sweneldzie. Stental miał być jednym z dwóch (według Skylitzesa) lub trzech (Leon Diakon) najważniejszych wodzów armii Światosława. Nie pochodził z możnego rodu, lecz uzyskał swą pozycję dzięki osobistym zaletom. W przytaczanym w Powieści minionych lat traktacie pokojowym z Bizancjum, Sweneld występuje obok Światosława i cesarza Jana I Tzimiskesa jako jeden z podpisujących dokument. Po wojnie z Bizancjum w 972 doradzał Światosławowi powrót do Kijowa okrężną drogą lądową z dala od siedzib Pieczyngów. Światosław nie posłuchał jego rady i został zabity przez Pieczyngów podczas przekraczania progów na Dnieprze.

## Za rządów Jaropełka
Sweneld wraz z częścią drużyny wrócił do Kijowa, z czego niektórzy historycy, wywnioskowali, że porzucił on Światosława, gdy ten nie poszedł za jego radą i sam wraz ze swoją drużyną wracał inną drogą. Jednak kronika o tym nie mówi. W 975 roku Oleg syn Światosława i kniaź Drewlan, podczas polowania zabił syna Swenelda – Luta. Sweneld chcąc pomścić syna namówił najstarszego z synów Światosława – Jaropełka do wojny przeciw bratu. W wojnie tej w 977 roku Oleg zginął, a Jaropełk okazał Sweneldowi ciało brata pytając, czy tego chciał. To ostatnia wzmianka o Sweneldzie w kronice.
Dalsze losy Swenelda nie są znane. Zmarł lub został odsunięty najpóźniej w 980 roku, gdyż w tym roku wojewodą Jaropełka był Błud.
Oprócz Luta, Powieść minionych lat wspomina jeszcze jednego syna Swenalda – Mstiszę, którego identyfikacja a nawet istnienie są przedmiotem sporu historyków.

## Koncepcja Aleksieja Szachmatowa
Rosyjski historyk i językoznawca Aleksiej Szachmatow wysunął przypuszczenie, że tekst latopisu na temat Swenelda i jego rodziny został gruntownie przerobiony. Według konstrukcji tego badacza Sweneld miał być rywalem księcia Igora i doprowadzić do jego śmierci. Wymienionego w Powieści minionych lat syna Swenalda – Mstiszę, Szachmatow identyfikuje z kniaziem Drewlan – Małem, oraz z Małko Lubczaninem. Potomkami Swenalda po mieczu byliby zatem Dobrynia, Ostromir i Wyszata, a prawnukiem po kądzieli książę Włodzimierz I Wielki.
Poglądy Szachmatowa spotkały się początkowo z uznaniem w literaturze przedmiotu, później jednak zostały obalone w wyniku dociekań analitycznych.

### Źródła
- Nestor: Najstarsza Kronika Kijowska. Powieść Minionych Lat. Ossolineum, 2005. ISBN 83-04-04750-0. Brak numerów stron w książce

### Opracowania
- Karamzin N.: Historya państwa rossyiskiego. Warszawa: Zawacki i Węcki, 1824. Brak numerów stron w książce
- Rybakow B.: Pierwsze wieki historii Rusi. Warszawa: PIW, 1983. ISBN 83-06-00886-3. Brak numerów stron w książce
- Słownik Starożytności Słowiańskich. t. V, 1975, s. 498-499.
- Słownik Starożytności Słowiańskich. t. III 1967 str 324-325.